# إسحاق توماس باركر
إسحاق توماس باركر هو سياسي أمريكي، ولد في 27 سبتمبر 1849، وتوفي في 6 مارس 1911. نشط حزبياً في الحزب الجمهوري. وقد انتخب نائب حاكم ولاية ديلاوير ‏.